# Carlo D'Este
Carlo D'Este (né le 29 août 1936 à Oakland, en Californie et mort le 21 novembre 2020 au Cap Cod, dans le Massachusetts),,) est un historien militaire américain distingué et biographe, auteur de plusieurs livres bien reçus.

## Biographie
Carlo D'Este est aussi lieutenant-colonel dans l'U.S. Army.

## Publications
- Decision in Normandy: The Unwritten Story of Montgomery and the Allied Campaign, Dutton (New York, NY), 1983.
- Bitter Victory: The Battle for Sicily, 1943, Dutton (New York, NY), 1988.
- World War II in the Mediterranean, 1942-1945, Algonquin (Chapel Hill, NC), 1990.
- Fatal Decision: Anzio and the Battle for Rome, HarperCollins (New York, NY), 1991.
- Patton: A Genius for War, HarperCollins (New York, NY), 1995.
- Eisenhower: A Soldier's Life, 1890-1945, Henry Holt (New York, NY), 2002.
- Warlord : a life of Winston Churchill at war, 1874-1945 (1st ed. ed.). New York City, New York: HarperCollins, 2008,  (ISBN 978-0-060-57573-1).
- Battle, the Story of the Bulge (introduction), John Toland, Random House (New York, NY), 1959
- Eugenio Corti (éd.), Few Returned: Twenty-eight Days on the Russian Front, Winter 1942-1943 (contribution), University of Missouri Press (Columbia, MO), 1997.
- Warsaw Will Be Liquidated, New York Times, Review of Rising '44. The Battle for Warsaw, by Norman Davies.